# Thoth (film)
 Thoth  – amerykański film krótkometrażowy z 2002 roku w reżyserii 	Sary Kernochan. 

## Nagrody
Film otrzymał kilka nagród w tym:
| Nazwa nagrody | Wygrane                                                                            | Nominacje    |
| ------------- | ---------------------------------------------------------------------------------- | ------------ |
| Oscar         | 2002 Najlepszy krótkometrażowy film dokumentalny Lynn Appelle oraz Sarah Kernochan | 2002 wygrana |